# سواسره
سواسره، روستایی است از توابع بخش چهاردانگه شهرستان ساری در استان مازندران ایران. حمام سواسره در این روستا واقع است. حمام سواسره قدمت تاریخی دارد و به تازگی بازسازی شده‌است. 

## جمعیت
این روستا در دهستان چهاردانگه قرار داشته و براساس آخرین سرشماری مرکز آمار ایران که در سال ۱۳۸۵ صورت گرفته، جمعیت آن ۱۵۷نفر (۴۰خانوار) بوده‌است.